# Jiří Němeček (fotbalový brankář, 1979)
Jiří Němeček (* 28. března 1979) je český podnikatel, bývalý fotbalový brankář a mládežnický reprezentant České republiky.

## Hráčská kariéra
V nejvyšší soutěži chytal za FK Chmel Blšany ve třech utkáních (18.10.1998–01.11.1998). Tamtéž působil ve druholigovém ročníku 1997/98, v němž Blšany postoupily do I. ligy. Byl také hráčem Přední Kopaniny.

### Reprezentace
V roce 1994 byl členem mládežnických reprezentací České republiky. Nastupoval za reprezentační výběry do 15 let (2 starty/180 minut/2 inkasované branky/žádné čisté konto) a do 16 let (8/720/10/4).

### Ligová bilance
| Ročník           | Zápasy | Góly | Minuty | Nuly | Klub            |
| ---------------- | ------ | ---- | ------ | ---- | --------------- |
| II. liga 1997/98 | 2      | 0    | –      | –    | FK Chmel Blšany |
| I. liga 1998/99  | 3      | 0    | 225    | 0    | FK Chmel Blšany |
| CELKEM I. LIGA   | 3      | 0    | 225    | 0    |                 |
| CELKEM II. LIGA  | 2      | 0    | –      | –    |                 |